# Stigmatochromis melanchros
Stigmatochromis melanchros és una espècie de peix pertanyent a la família dels cíclids i a l'ordre dels perciformes.

## Etimologia
Stigmatochromis prové dels mots grecs stigma (marca, senyal) i chromis (una mena de peix, potser una perca), mentre que melanchros deriva de les paraules gregues melas (negre) i khros (pell o superfície del cos) en referència al color negre dels mascles reproductors.

## Descripció
Fa 15,5 cm de llargària màxima. La presència de taques suprapectorals i supraanals (les quals no s'estenen fins a la base de l'aleta dorsal), la longitud del musell (més gran que la llargada postorbitària del cap), una taca precaudal i un reguitzell de puntets al llarg de la base de l'aleta dorsal situen aquesta espècie dins del gènere Stigmatochromis. Presència de dents (majoritàriament unicúspides) a les fileres exteriors de la mandíbula inferior. Es diferencia de Stigmatochromis macrorhynchos per tindre més amplada interorbitària, de Stigmatochromis pholidophorus per una distància preorbitària més gran en relació amb el diàmetre vertical dels ulls, de Stigmatochromis modestus per una mandíbula inferior més curta i per un menor nombre de dents a la filera exterior de la banda esquerra de la mandíbula inferior, i de Stigmatochromis woodi per un diàmetre ocular horitzontal més petit. Els mascles tenen la part anterior del cap de color gris fosc i la posterior de gris clar/argentat amb reflexos verds; els flancs de color blau fosc/negre amb els contorns de les escates blaus o verds; l'aleta dorsal de color gris fosc amb reflexos blaus i verds i els extrems ataronjats i blancs; l'aleta caudal de color gris fosc amb marques blaves/blanques; l'aleta anal negra amb ocels grocs/blancs clars; les aletes pelvianes negres amb les vores blanques; i les pectorals amb els radis grisos i les membranes clares. Les femelles presenten l'àrea interorbitària de color gris amb l'opercle i les galtes grisos/blancs; els flancs argentats amb el contorn de les escates de color taronja clar, tres punts laterals i un reguitzell de marques negres al llarg de la base de l'aleta dorsal; l'aleta dorsal és clara amb marques ataronjades i tènues; l'aleta caudal clara amb taques grises a les membranes; l'anal clara amb diversos ocels grocs; les pelvianes clares amb les vores blanques; i les pectorals clares.

## Alimentació
És un depredador que es nodreix de peixos.

## Hàbitat i distribució geogràfica
És un peix d'aigua dolça, bentopelàgic i de clima tropical (13°S-14°S; 34°E-35°E), el qual viu a Àfrica: és un endemisme dels fons sorrencs del sud del llac Malawi a Malawi.

## Observacions
És inofensiu per als humans i el seu índex de vulnerabilitat és baix (10 de 100).